# 1186年
| 千纪： | 2千纪 |
| 世纪： | 11世纪 \| 12世纪 \| 13世纪 |
| 年代： | 1150年代 \| 1160年代 \| 1170年代 \| 1180年代 \| 1190年代 \| 1200年代 \| 1210年代                                                     |
| 年份： | 1181年 \| 1182年 \| 1183年 \| 1184年 \| 1185年 \| 1186年 \| 1187年 \| 1188年 \| 1189年 \| 1190年 \| 1191年                           |
| 纪年： | 丙午年（马年）；西夏祐十七年；金大定二十六年；西辽天喜九年；南宋淳熙十三年；大理元亨二年；越南貞符十一年，天資嘉瑞元年；日本文治二年 |

## 大事记
- 鮑德溫五世的母親西比拉與繼父呂西尼昂的居伊繼位耶路撒冷國王。

## 出生
- 元太宗窝阔台，第二位大蒙古国皇帝（蒙古帝国大汗），去世后被追尊为元太宗（1241年12月11日去世，55岁）

## 逝世
- 鮑德溫五世，鲍德温四世的姐姐西比拉和蒙特費拉特的威廉之子。
- 若弗鲁瓦二世，布列塔尼公爵